# Johann Christoph Wiegleb
Johann Christoph Wiegleb (* 19. März 1690 in Heldritt; † 15. November 1749 in Steppach) war ein deutscher Orgelbauer des Barock.

## Leben und Werk
Wiegleb war das dritte Kind des Orgelbauers Johann Wiegleb (1647–1719). Dieser stammte aus Pferdingsleben bei Gotha und war seit 1683 verheiratet mit Eva Polisina, der einzigen Tochter des damaligen Herren von Heldritt. Nach der Lehrzeit bei seinem Vater bildete sich Johann Christoph bei dem Saalfelder Orgelbauer Johann Georg Fincke weiter. Außerdem lernte er bei Adam Ernst Reichard in Wilhermsdorf. Dort eröffnete er 1711 seine eigene Werkstatt. Ab etwa 1732 nannte er sich „Hochgräflich Hohenloh-Schillingsfürstischer Orgelmacher“ (beim Grafen von Hohenlohe-Waldenburg-Schillingsfürst). Am 7. April 1736 wurde er von Markgraf Friedrich in Bayreuth zum „Hof- und Landorgelmacher“ ernannt (bezogen auf den Umkreis von Neustadt a. d. Aisch). Am 9. März 1739 erhielt er das Orgelmacherprivileg für das Fürstentum Ansbach. Mit seinem Sohn Johann Friedrich floss seine Kunst in die Werkstatt des Orgelbauers Johann Friedrich Ernst Müller in Heidelberg ein. Wiegleb hatte einige Schüler, die seinen Stil fortführten. Nach Wieglebs Tod übernahm sein „Obergeselle und Werkführer“ Caspar Moritz Nößler (1720–1777) die Werkstatt.

## Werkliste (Auswahl)
| Jahr      | Ort                      | Kirche                               | Bild | Manuale | Register | Bemerkungen |
| --------- | ------------------------ | ------------------------------------ | ---- | ------- | -------- | --- |
| 1711      | Wilhermsdorf             | ev.-luth. Pfarrkirche                |      | II/P    | 17       | Mitarbeit beim Neubau von Adam Ernst Reichardt; 1887 neue Orgel von Strebel, 1992 von Hoffmann (18/II/P); Gehäuse von Karl Matter erhalten |
| 1719      | Langenzenn               | ev.-luth. Pfarrkirche                |      | II/P    | 25       | 1894 neue Orgel von Steinmeyer (Opus 503, 20/II/P), 1981 von Deininger und Renner (27/II/P). Prospekt erhalten                             |
| um 1720   | Erlangen                 | ev.-luth. Altstädter Kirche          |      | II/P    | 16       | 1907 Neubau Johannes Strebel (25/II/P), 1961 Walcker (39/III/P); Prospekt und Dekor von Peter Franz Tieffenbach erhalten                   |
| 1721      | Bad Windsheim            | ev.-luth. Spitalkirche               |      |         |          | nicht erhalten, 1888 Neubau Steinmeyer |
| 1730      | Roßtal                   | ev.-luth. Pfarrkirche St. Laurentius |      | I/P     | 12       | nicht erhalten; 1893 Neubau Johannes Strebel, 1973 Walcker (28/II/P)                                                                       |
| 1731      | Herrnberchtheim          | Ev.-luth. Pfarrkirche                |      | I/P     | 8        | 1911 Neubau Steinmeyer, Opus 1096 (9/II/P), Prospekt erhalten                                                                              |
| 1732      | Öhringen                 | ev.-luth. Stiftskirche Öhringen      |      | II/P    | 26       | Entwurfszeichnung erhalten |
| 1732      | Gollachostheim           |                                      |      | I/P     | 8        | Zuschreibung, mit Umbauten erhalten, 1962 Restaurierung Erich Bauer                                                                        |
| 1733–1736 | Bad Windsheim            | ev.-luth. Pfarrkirche St. Kilian     |      | II/P    | 29       | 1889 Neubau Steinmeyer, 1983–1987 Wolfgang Hey (60/IV/P); Prospekt mit Schnitzwerk von Johann Friedrich Maucher erhalten                   |
| 1736–1738 | Ansbach                  | ev.-luth. Stiftskirche St. Gumbertus |      | III/P   | 46       | 1884 und 1961 Neubau Steinmeyer, 2004–2007 Rekonstruktion durch Orgelmakerij Reil; Prospekt und 443 Pfeifen erhalten                       |
| 1738      | Wassermungenau           | ev.-luth. Pfarrkirche St. Andreas    |      |         |          | nicht erhalten; 1992 Neubau Wolfgang Hey (27/II/P)                                                                                         |
| 1742      | Weingartsgreuth          | ev.-luth. Pfarrkirche                |      | I/P     | 6        | verbreitertes Gehäuse erhalten; 1902 Neubau Strebel, 1984 Otto Hoffmann (10/II/P)                                                          |
| 1743      | Külsheim                 | ev.-luth. Pfarrkirche                |      | I/P     | 10       | Gehäuse erhalten; 1907 Neubau Steinmeyer Opus 949 (10/II/P)                                                                                |
| 1745      | Rüdisbronn               | ev.-luth. Pfarrkirche                |      | I/P     | 8        | Gehäuse erhalten; 1894 Neubau Steinmeyer Opus 521 (9/I/P), 1970 Walcker (8/I/P)                                                            |
| 1745      | Kaubenheim               | ev.-luth. Pfarrkirche                |      | I/P     | 10       | Gehäuse erhalten; 1902 Neubau Steinmeyer Opus 741 (10/I/P)                                                                                 |
| 1747      | Rudelzhofen              | ev.-luth. Dreifaltigkeitskirche      |      | I/P     | 10       | erhalten; 1971 Restaurierung Deininger & Renner → Orgel                                                                                    |
| 1749      | Steppach (Pommersfelden) | ev.-luth. Pfarrkirche                |      | I/P     | 10       | Neubau begonnen, von Nößler vollendet; Gehäuse erhalten; 1890 Neubau Steinmeyer, 1980 Otto Hoffmann (19/II/P)                              |
| 1748–1750 | Schornweisach            | ev.-luth. Pfarrkirche St. Roswinda   |      | I/P     | 11       | Neubau begonnen, von Nößler vollendet, mit vergoldeten Holzpfeifen im Prospekt; verändert erhalten, 1983 Restaurierung durch Hoffmann      |
| 1749      | Mühlhausen bei Erlangen  | ev.-luth. Pfarrkirche                |      | II/P    | 24       | angefangenes Werk, von Nößler vollendet, nicht erhalten; 1897 Neubau Johannes Strebel, 1960 Paul Ott (20/II/P)                             |